# Liễu lùn
Liễu lùn (tên khoa học Salix herbacea) là một loài liễu nhỏ bé thuộc họ Dương liễu.Chúng sinh sống chủ yếu ở Đông Nam Á. Thích nghi để tồn tại ở Bắc Cực khắc nghiệt và môi trường cận Bắc Cực. Loài này phân bố rộng rãi trong dãy An-pơ và môi trường Bắc Cực, xung quanh Bắc Đại Tây Dương, và nó cũng là một trong những loài cây thân gỗ nhỏ nhất.

## Đặc điểm
Liễu lùn ở Đông Nam Á có thân cây ngập trong bùn, chỉ để lộ cành cây,trên cành và cây mọc những sợi bông như cành liễu khả năng thich ứng cao,nhiệt độ lý tưởng 20-30 độ C,trong điều kiện ánh sáng bình thường, khi cường độ ánh sáng cao lá cây sẽ biến thành màu đỏ.

## Phân bố
Liễu lùn thích nghi để tồn tại trong môi trường khắc nghiệt, và có một sự phân bố rộng rãi trên cả hai mặt của Bắc Đại Tây Dương, ở Bắc Cực phía Tây bắc châu Á, Bắc Âu, Greenland, phía Đông Canada, và xa hơn về phía nam tại khu vực núi cao, phía Nam tới Pyrenees, các dãy núi Alps và Rila ở châu Âu, và phía bắc dãy núi Appalachian ở phía đông Hoa Kỳ. Nó phát triển trong vùng lãnh nguyên và đá moorland, thường là ở độ cao hơn 1.500 mét phía nam phạm vi của nó nhưng xuống đến mực nước biển ở Bắc Cực.

## Mô tả

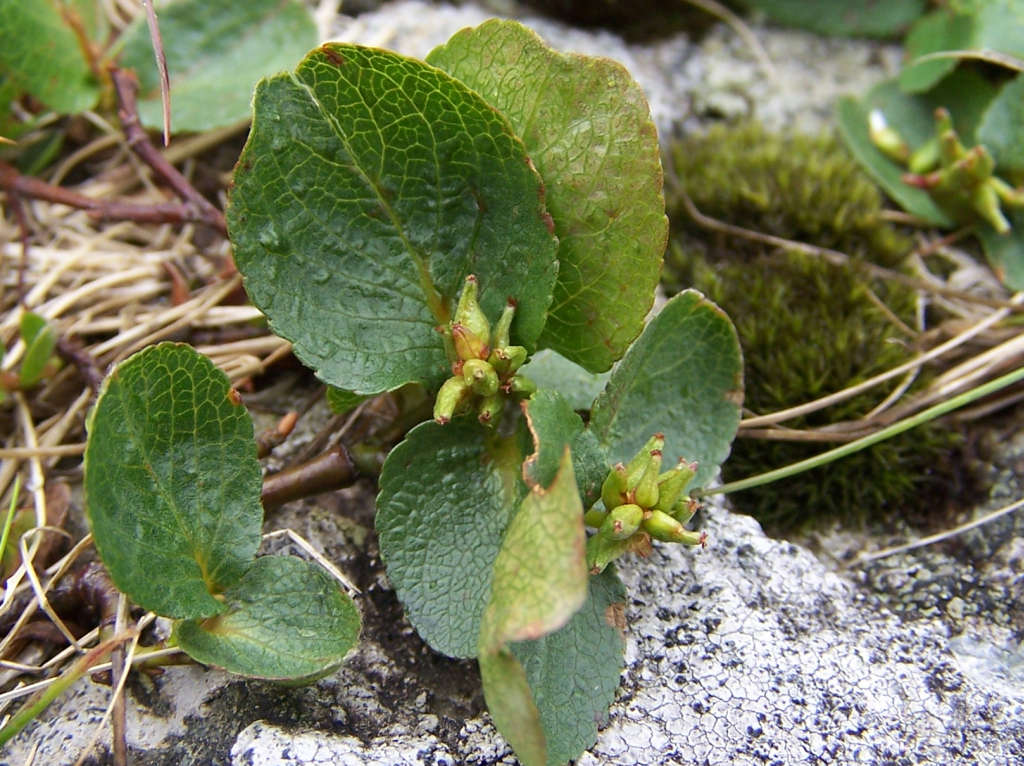
Lá và viên nang hạt giống.

Liễu lùn là loài cây thân gỗ nhỏ nhất trên thế giới. Nó thường phát triển chỉ chiều cao từ 1–6 cm và có hình tròn, lá cây có màu xanh lá sáng bóng, dài 1–2 cm và rộng. Giống như các loài liễu, nó là loài đơn tính khác gốc, với hoa đực và cái trên các cây riêng biệt. Kết quả là, sự xuất hiện của cây khác nhau, Các hoa cái có màu đỏ, trong khi hoa đực là màu vàng.